# Fermo
Fermo je město v Itálii. Je správním centrem provincie Fermo v kraji Marche. Město má přibližně 36 tisíc obyvatel. Lokálním svátkem je 15. srpen.

## Geografie
Město leží na návrší Sàbulo 6 km od pobřeží Jaderského moře, asi 50 km jižně od Ancony a 250 km severovýchodně od Říma. Nedaleko Ferma se vlévá do moře řeka Tenna.

## Historie
Podle archeologických nálezů místo obývali již příslušníci villanovské kultury. Římané zde v roce 264 př. n. l. založili kolonii Firmium Picenum. Ve středověku bylo Fermo součástí Langobardského království a Pentapolis, v roce 1199 získalo nezávislost a v roce 1550 se stalo součástí Papežského státu. 

## Památky
Centrem města je náměstí Piazza del Popolo. Ve 13. století zde byl založen Palazzo dei Priori, přestavěný v renesančním stylu. V paláci se nachází Salla del Mappamondo s řadou cenných rukopisů a svazků. Centrem místnosti je velký glóbus z počátku 18. století, který zobrazuje celý do té doby známý svět. Jeho autorem byl opat Amanzio Moroncelli.
Sídlem místního arcibiskupa je katedrála Nanebevzetí Panny Marie z roku 1227. Nedaleko náměstí se nachází Teatro dell'Aquila, jedno z největších divadel v regionu Marche. Bylo postaveno podle návrhu architekta Cosima Morelliho, slavnostní otevření proběhlo v roce 1792. Pod centrem města se nacházejí rozsáhlý podzemní komplex starověkých římských nádrží na vodu, které byly postaveny na přelomu letopočtu.

## Hospodářství
Fermo je známé výrobou obuvi, krajkářstvím a potravinářským průmyslem. 

## Sport
Nachází se zde fotbalový stadion Stadio Bruno Recchioni, kde sídlí klub Fermana FC.